# Osasco
Osasco este un oraș în São Paulo (SP), Brazilia.

## Personalități născute aici
- Antony Matheus dos Santos (n. 2000), fotbalist.

1. ↑   http://www.geopostcodes.com/Osasco_Osasco Lipsește sau este vid: |title= (ajutor)